# Vulture (deutsche Band)
Vulture ist eine nordrhein-westfälische Speed- und Thrash-Metal-Band, die 2015 gegründet wurde.

## Geschichte
Nachdem Stefan „Genözider“ im Jahr 2015 die Band Obsessör verlassen hatte, entschied er sich zur Gründung von Vulture. Neben ihm am Schlagzeug und an der E-Gitarre bestand die Besetzung aus dem Sänger Leo „Steeler“, dem Gitarristen Mattes „Outlaw“ und dem Bassisten Andreas „Axetinctör“. Nach der 2016er EP Victim to the Blade erschien im folgenden Jahr über High Roller Records das Debütalbum The Guillotine. Als Single wurde im selben Jahr der Song Vendetta ausgekoppelt, mit einem Cover des Deep-Purple-Songs Stormbringer als B-Seite. Die Aufnahmen zum Album hatten nach Silvester 2016 begonnen und – wie bereits bei der EP – im Hellforge Studio unter der Leitung von Marco Brinkmann stattgefunden. Ende Februar 2017 hatte Brinkmann das Abmischen des Materials abgeschlossen. Die Lieder waren schließlich von Patrick W. Engel in seinen Temple of Disharmony Studios gemastert worden.

## Stil
Andreas Schiffmann vom Rock Hard stellte fest, dass die Band auf dem Debütalbum nach US-amerikanischem Speed Metal klingt. Im Interview mit ihm gab Stefan „Genözider“ an, dass die Texte des Albums durch Horrorfilme beeinflusst wurden, was eine Premiere für die Mitglieder sei. Dabei ließ er noch offen, ob diese Thematik auch für die folgenden Alben beibehalten wird. Eine Ausgabe zuvor hatte Schiffmann The Guillotine rezensiert. Bereits auf der vorherigen EP habe sich die Gruppe mehr an Bands wie Razor und Agent Steel als an Sodom und Kreator orientiert. Auf dem Album wäge die Gruppe „genregemäße Stumpfheit auf ansprechende Weise gegen gehobenes Instrumental-Handwerk“ ab. Der Gesang habe Wiedererkennungswert und sei klar verständlich. Konstantin Michaely vom Metal Hammer rezensierte das Album ebenfalls und bezeichnete die Musik als hochqualitativen Thrash Metal, wobei man dem Album kaum anhöre, dass es sich um ein Debütalbum handele, da die Gruppe weitaus erfahrener klinge. Viele Songs seien gut komponiert sowie arrangiert, wobei er auch dem Gesang Qualität bescheinigte. Weniger passend empfand er die in den ruhigeren Passagen verwendeten Keyboard- und Synthesizer-Einsätze, die zu künstlich und steril klängen.

## Diskografie

### Alben
| Jahr | Titel Musiklabel                                    | Höchstplatzierung, Gesamtwochen, AuszeichnungChartsChartplatzierungen (Jahr, Titel, Musiklabel, Platzierungen, Wochen, Auszeichnungen, Anmerkungen) | Anmerkungen                           |
| Jahr | Titel Musiklabel                                    | DE | Anmerkungen                           |
| ---- | --------------------------------------------------- | --- | ------------------------------------- |
| 2017 | The Guillotine High Roller Records                  | — | Erstveröffentlichung: 25. August 2017 |
| 2019 | Ghastly Waves & Battered Graves Metal Blade Records | DE65 (1 Wo.)DE | Erstveröffentlichung: 7. Juni 2019    |
| 2021 | Dealin’ Death Metal Blade Records                   | DE74 (1 Wo.)DE | Erstveröffentlichung: 21. Mai 2021    |
| 2024 | Sentinels Metal Blade Records                       | DE86 (1 Wo.)DE | Erstveröffentlichung: 12. April 2024  |

Weitere Alben
- 2016: Victim to the Blade (EP, Eigenveröffentlichung)

### Singles
- 2017: Vendetta (High Roller Records)
- 2019: Beyond the Blade (Metal Blade Records)
- 2021: Malicious Souls (Metal Blade Records)
- 2022: High Speed Metal (Metal Blade Records)